# Oghamstein von Gowran

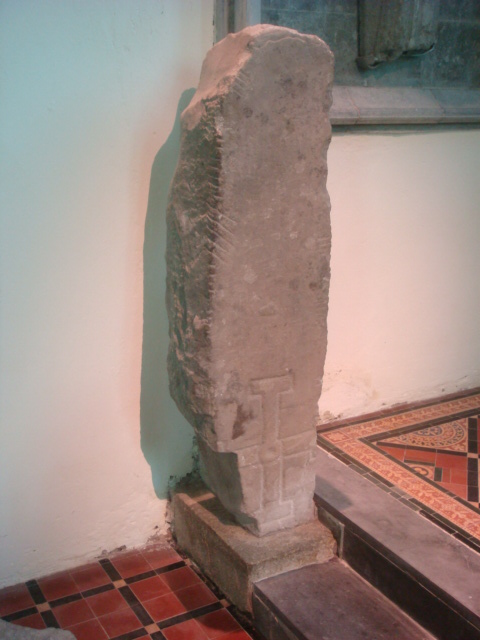
Oghamstein von Gowran

Der Oghamstein von Gowran steht in der St Mary’s Collegiate Church in Gowran (irisch Gabhrán), südlich der Straße R 448, östlich von Kilkenny im Osten des County Kilkenny in Irland.
Der Oghamstein wurde 1849 in den Fundamenten des Chores der alten Kirche entdeckt, als sie zur Pfarrkirche umgebaut wurde, und steht jetzt auf einem Betonsockel an der Wand links vom Altar im Chor. Er besteht aus Brekzie, ist 1,5 m hoch, 0,38 m breit und 0,3 m dick. Er hat an drei Kanten Oghamschrift, aber der Name auf der rechten Seite wurde entfernt, als ein Kreuz an der Basis eingeritzt wurde, das dem auf dem Oghamstein von Dromkeare im County Kerry entspricht. Die Inschrift lautet „MAQI ERACIAS MAQI DIMAQA MUCOI“.
Die St. Mary’s Church ist National Monument.
In der Nähe liegt der Oghamstein von Fiddaun Upper.